# هولنديل
هولنديل (مسيسيبي) (بالإنجليزية: Hollandale, Mississippi)‏ هي مدينة تقع في الولايات المتحدة في Washington County.  يقدر عدد سكانها بـ 3,437 نسمة ومساحتها 5.8 كم2  وترتفع عن سطح البحر 35 متر.

## التركيبة السكانية
حدّد مكتب تعداد الولايات المتحدة بيانات التركيبة السكانية لهولنديل في تعداد الولايات المتحدة. في ما يلي، التركيبة السكانية حسب تعدادي 2000 و2010.

### تعداد عام 2000
بلغ عدد سكان هولنديل 3,437 نسمة بحسب تعداد عام 2000، وبلغ عدد الأسر 1,104 أسرة وعدد العائلات 804 عائلة مقيمة في المدينة. في حين سجلت الكثافة السكانية 598.8 نسمة لكل كيلومتر مربع (1,550.9/ميل2). وبلغ عدد الوحدات السكنية 1,156 وحدة بمتوسط كثافة قدره 201.4 لكل كيلومتر مربع (521.6/ميل2).
وتوزع التركيب العرقي للمدينة بنسبة 16.06% من البيض و83.21% من الأمريكيين الأفارقة و0.09% من الأمريكيين ذوي الأصول الآسيوية و0.64% من عرقين مختلطين أو أكثر و0.76% من الهسبانيون أو اللاتينيون من أي عرق.
بلغ عدد الأسر 1,104 أسرة كانت نسبة 48.6% منها لديها أطفال تحت سن الثامنة عشر تعيش معهم، وبلغت نسبة الأزواج القاطنين مع بعضهم البعض 34.9% من أصل المجموع الكلي للأسر، ونسبة 32.6% من الأسر كان لديها معيلات من الإناث دون وجود شريك،  بينما كانت نسبة 5.3% من الأسر لديها معيلون من الذكور دون وجود شريكة وكانت نسبة 27.2% من غير العائلات. تألفت نسبة 24.7% من أصل جميع الأسر من عدة أفراد يعيشون في نفس المنزل ونسبة 13% كانت تتألف من شخص يعيش بمفرده يبلغ من العمر 65 عاماً أو أكثر. وبلغ متوسط حجم الأسرة المعيشية 3.10، أما متوسط حجم العائلات فبلغ 3.72.
بلغ العمر الوسطي للسكان 28.3 عاماً. وكانت نسبة 35.4% من القاطنين تحت سن الثامنة عشر، وكانت نسبة 10.8% بين الثامنة عشر والرابعة والعشرين عاماً، ونسبة 24.7% كانت واقعةً في الفئة العمرية ما بين الخامسة والعشرين والرابعة والأربعين عاماً، ونسبة 17.8% كانت ما بين الخامسة والأربعين والرابعة والستين، ونسبة 11% كانت ضمن فئة الخامسة والستين عاماً فما فوق. يوجد لكل 100 أنثى 80.3 ذكر، ويوجد لكل 100 أنثى في الثامنة عشر من عمرها فما فوق 69.6 ذكر.
بلغ متوسط دخل الأسرة في المدينة 20,135 دولارًا، أما متوسط دخل العائلة فبلغ 25,313 دولارًا. وكان متوسط دخل الذكور 23,194 دولارًا مقابل 17,353 دولارًا للإناث. وسجل دخل الفرد الخاص بالمدينة 9,251 دولارًا. وكانت نسبة 28.4% من العائلات ونسبة 38.6% من السكان تحت خط الفقر، وكان من هؤلاء نسبة 52.8% تحت سن الثامنة عشر ونسبة 24.9% في الخامسة والستين من العمر وما فوق.

### تعداد عام 2010
بلغ عدد سكان هولنديل 2,702 نسمة بحسب تعداد عام 2010، وبلغ عدد الأسر 987 أسرة وعدد العائلات 694 عائلة مقيمة في المدينة. في حين سجلت الكثافة السكانية 470.7 نسمة لكل كيلومتر مربع (1,219.1/ميل2). وبلغ عدد الوحدات السكنية 1,088 وحدة بمتوسط كثافة قدره 189.5 لكل كيلومتر مربع (490.8/ميل2).
وتوزع التركيب العرقي للمدينة بنسبة 12.21% من البيض و87.16% من الأمريكيين الأفارقة و0.04% من الأمريكيين الأصليين و0.07% من الأمريكيين ذوي الأصول الآسيوية و0.52% من عرقين مختلطين أو أكثر و0.19% من الهسبانيون أو اللاتينيون من أي عرق.
بلغ عدد الأسر 987 أسرة كانت نسبة 39% منها لديها أطفال تحت سن الثامنة عشر تعيش معهم، وبلغت نسبة الأزواج القاطنين مع بعضهم البعض 30.3% من أصل المجموع الكلي للأسر، ونسبة 33.5% من الأسر كان لديها معيلات من الإناث دون وجود شريك،  بينما كانت نسبة 6.5% من الأسر لديها معيلون من الذكور دون وجود شريكة وكانت نسبة 29.7% من غير العائلات. تألفت نسبة 25.9% من أصل جميع الأسر من عدة أفراد يعيشون في نفس المنزل ونسبة 11.1% كانت تتألف من شخص يعيش بمفرده يبلغ من العمر 65 عاماً أو أكثر. وبلغ متوسط حجم الأسرة المعيشية 2.74، أما متوسط حجم العائلات فبلغ 3.26.
بلغ العمر الوسطي للسكان 35.3 عاماً. وكانت نسبة 28.7% من القاطنين تحت سن الثامنة عشر، وكانت نسبة 9.4% بين الثامنة عشر والرابعة والعشرين عاماً، ونسبة 23% كانت واقعةً في الفئة العمرية ما بين الخامسة والعشرين والرابعة والأربعين عاماً، ونسبة 26.1% كانت ما بين الخامسة والأربعين والرابعة والستين، ونسبة 12.8% كانت ضمن فئة الخامسة والستين عاماً فما فوق. وتوزع التركيب الجنسي للسكان بنسبة 46.4% ذكور و53.6% إناث.

## أعلام
- روبي اندروز